# Пінгук-Корнерс (Оклахома)
Пінгук-Корнерс (англ. Pinhook Corners) — переписна місцевість (CDP) в США, в окрузі Секвоя штату Оклахома. Населення — 139 осіб (2020).

## Географія
Пінгук-Корнерс розташований за координатами 35°31′59″ пн. ш. 94°53′30″ зх. д. / 35.53306° пн. ш. 94.89167° зх. д. (35.533147, -94.891677).  За даними Бюро перепису населення США в 2010 році переписна місцевість мала площу 24,89 км², з яких 24,82 км² — суходіл та 0,07 км² — водойми.

## Демографія
Згідно з переписом 2010 року, у переписній місцевості мешкала 171 особа в 64 домогосподарствах у складі 57 родин. Густота населення становила 7 осіб/км².  Було 66 помешкань (3/км²).
Расовий склад населення:
| - 46,2 % — корінних американців - 43,3 % — білих - 0,6 % — азіатів |

До двох чи більше рас належало 9,9 %. Частка іспаномовних становила 1,8 % від усіх жителів.
За віковим діапазоном населення розподілялося таким чином: 17,0 % — особи молодші 18 років, 59,6 % — особи у віці 18—64 років, 23,4 % — особи у віці 65 років та старші. Медіана віку мешканця становила 45,1 року. На 100 осіб жіночої статі у переписній місцевості припадало 98,8 чоловіків;  на 100 жінок у віці від 18 років та старших — 105,8 чоловіків також старших 18 років.
За межею бідності перебувало 26,0 % осіб, у тому числі 41,0 % дітей у віці до 18 років та 0,0 % осіб у віці 65 років та старших.
Цивільне працевлаштоване населення становило 68 осіб. Основні галузі зайнятості: освіта, охорона здоров'я та соціальна допомога — 47,1 %, будівництво — 42,6 %, виробництво — 10,3 %.